# Nanook, köldens son
Nanook, köldens son (Nanook of the North) är en dokumentärfilm från 1922 av Robert Flaherty. Filmen är en av de första dokumentärfilmerna i långfilmsformat och blev en kassasuccé. Den handlar om inuiter i norra Kanada.
År 1989 valdes filmen ut för att bevaras i National Film Registry av USA:s kongressbibliotek då den anses vara ”kulturellt, historiskt eller estetiskt betydelsefull”.

## Om filmen
Filmen har kritiserats för att många sekvenser var iscensatta. Däribland byggandet av igloon, som byggdes utan en fjärde vägg för att kunna utnyttja det naturliga ljuset; valrossjakten gjordes med harpun trots att inuitbefolkningen sedan en tid tillbaka börjat använda gevär; samt Nanooks interaktion med grammofonen där det framstår som att han aldrig stött på något liknande tidigare och biter i vinylskivan, när han i verkligheten redan visste vad en grammofon var. Huvudpersonen Nanooks verkliga namn var Allakariallak och en av hans fruar i filmen var inte hans fru i verkligheten, utan i själva verket Flahertys. Den allmänna kritiken som riktats mot filmen är att den porträtterar inuiter på ett exotifierande sätt, som djuriska vildingar av mindre värde och intelligens.
En spelfilm om inspelningen av Nanook, Kabloonak, gjordes 1995 med Charles Dance som Flaherty.